# Koniuhî, Lokaci
Koniuhî (în ucraineană Конюхи) este localitatea de reședință a comunei Koniuhî din raionul Lokaci, regiunea Volînia, Ucraina.

## Demografie
Componența lingvistică a localității Koniuhî
     Ucraineană (99,49%)
     Alte limbi (0,51%)
Conform recensământului din 2001, majoritatea populației localității Koniuhî era vorbitoare de ucraineană (99,49%), existând în minoritate și vorbitori de alte limbi.